# Kněžice (kraj pardubicki)
Kněžice – gmina w Czechach, w powiecie Chrudim, w kraju pardubickim. Według danych z dnia 1 stycznia 2013 liczyła 150 mieszkańców.